# نرم‌افزار مشروط

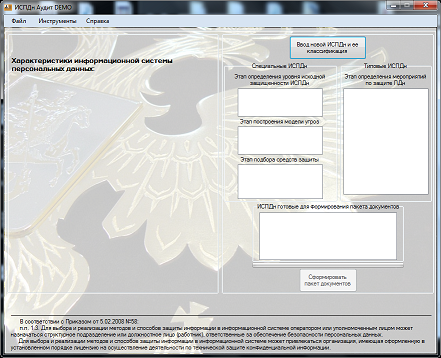
نرم‌افزار مشروط

در علوم رایانه و فناوری اطلاعات نرم‌افزاری که برای مدتی معین، نسخه‌ای از آن برای آزمایش به‌رایگان در اختیار کاربر قرار می‌گیرد تا پس از دورهٔ آزمایش و در صورت رضایت آن را خریداری کند نرم‌افزار مشروط گفته می‌شود.